# Televisora de Oriente
Televisora de Oriente (abreviado como TVO) es un canal de televisión abierta venezolano que emite para los estados de Anzoátegui, Monagas, Sucre y Nueva Esparta.

## Historia

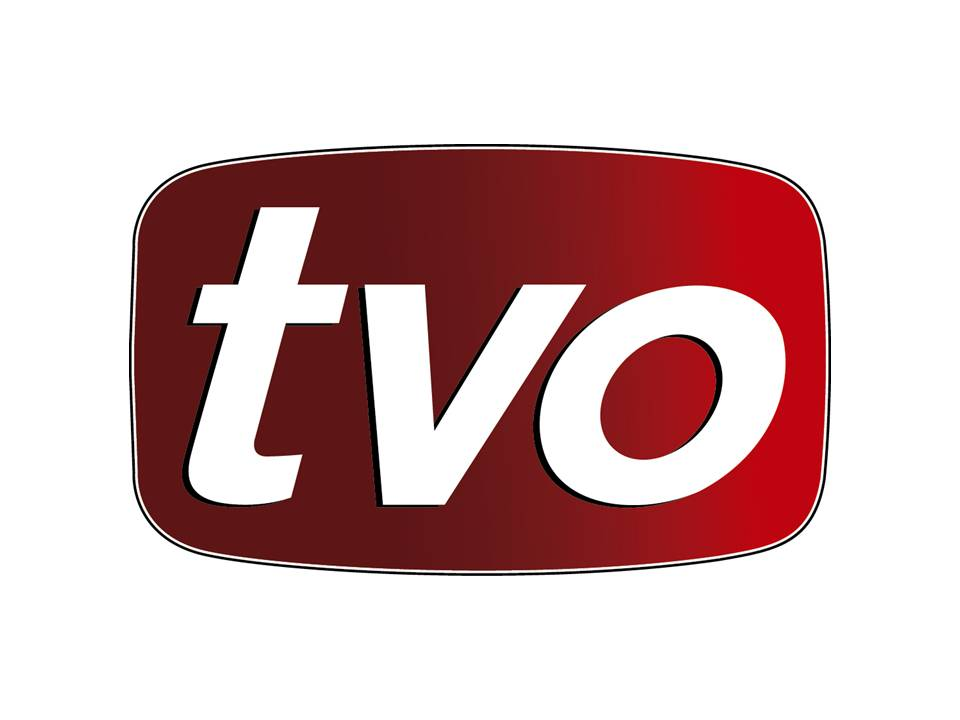
Logotipo de TVO, usado hasta el 13 de octubre de 2015.

El canal fue lanzado al aire en 1992. Sus oficinas están ubicadas en Puerto La Cruz y Maturín.
En 1996 expande su señal hacia los estados Sucre y Nueva Esparta a través del canal 8.
En el año 2004 nace el canal TVO Monagas (franquiciado de TVO) ubicado en Maturín que transmitía a través del canal 32 UHF.
En julio de 2012, Televisora del Oriente realizó una entrevista al entonces presidente Hugo Chávez, siendo uno de los pocos medios regionales que pudo llegar a entrevistarlo.
El canal pertenece a la Corporación Catatumbo de la empresa estatal PDVSA, la cual también es dueña de Catatumbo Televisión en Maracaibo. Es operada por el Grupo Trust Mediático a través de Vepaco TV en Caracas desde octubre de 2015, para formar junto con Catatumbo como una red de televisión para compartir programación.
Formó parte de la alianza televisiva con el hoy extinto canal TVR que agrupaba canales como Promar Televisión, TRT, TAM, TVS y Global TV hasta el año 2010 cuando el canal fue vendido.
El 13 de octubre de 2015, Televisora de Oriente realizó un cambio de imagen corporativa. Su programación pasó a ser conformada por producciones originales del canal y espacios emitidos por Vepaco TV.
En marzo de 2020, Vepaco TV y TVO pierden su señal abierta a raíz de la desactivación del Satélite Simón Bolívar.